# وندگیس سور اکیلن
وندگیس سور اکیلن (به فرانسوی: Vendegies-sur-Écaillon) یک کمون در فرانسه است که در نور-پا-دو-کاله واقع شده‌است.

## خصوصیات
وندگیس سور اکیلن ۶٫۵۷ کیلومترمربع مساحت و ۱٬۰۲۹ نفر جمعیت دارد و ۵۴ متر بالاتر از سطح دریا واقع شده‌است.